# Aramil
Aramil (russisch Арами́ль) ist eine Stadt in der Oblast Swerdlowsk (Russland) mit 14.224 Einwohnern (Stand 14. Oktober 2010).

## Geografie
Die Stadt liegt am Ostrand des Mittleren Urals, etwa 25 km südöstlich der Oblasthauptstadt Jekaterinburg an der Isset, einem linken Nebenfluss des Tobol im Flusssystem des Ob.
Aramil ist seit 1995 Hauptort eines eigenen Stadtkreises.
Die Stadt liegt an der 1933 eröffneten Eisenbahnstrecke Jekaterinburg – Kurgan (Bahnhof 5 km vom Stadtzentrum) sowie am östlichen Ende der 1977 im Betrieb genommenen südlichen Güterumgehungsbahn um Jekaterinburg. Nördlich von Aramil befindet sich der Flughafen Jekaterinburg-Kolzowo.

## Geschichte
Aramil entstand 1675 als Handelssiedlung (Sloboda) bei der Mündung des gleichnamigen Flüsschens in die Isset. Der Name stammt aus dem Tatarischen und bedeutet etwa Fluss(tal) mit Auwäldern und -wiesen.
1966 erhielt der Ort Stadtrecht.

### Bevölkerungsentwicklung
| Jahr | Einwohner |
| ---- | --------- |
| 1939 | 7.424     |
| 1959 | 11.472    |
| 1970 | 12.993    |
| 1979 | 13.382    |
| 1989 | 13.584    |
| 2002 | 15.076    |
| 2010 | 14.224    |

Anmerkung: Volkszählungsdaten

## Wirtschaft
In Aramil gibt es eine Tuch- und eine Kunststofffabrik sowie Betriebe der Lebensmittelindustrie.